# Ommata fritschei
Ommata fritschei là một loài bọ cánh cứng trong họ Cerambycidae.